# Evangelický hřbitov v Orlové

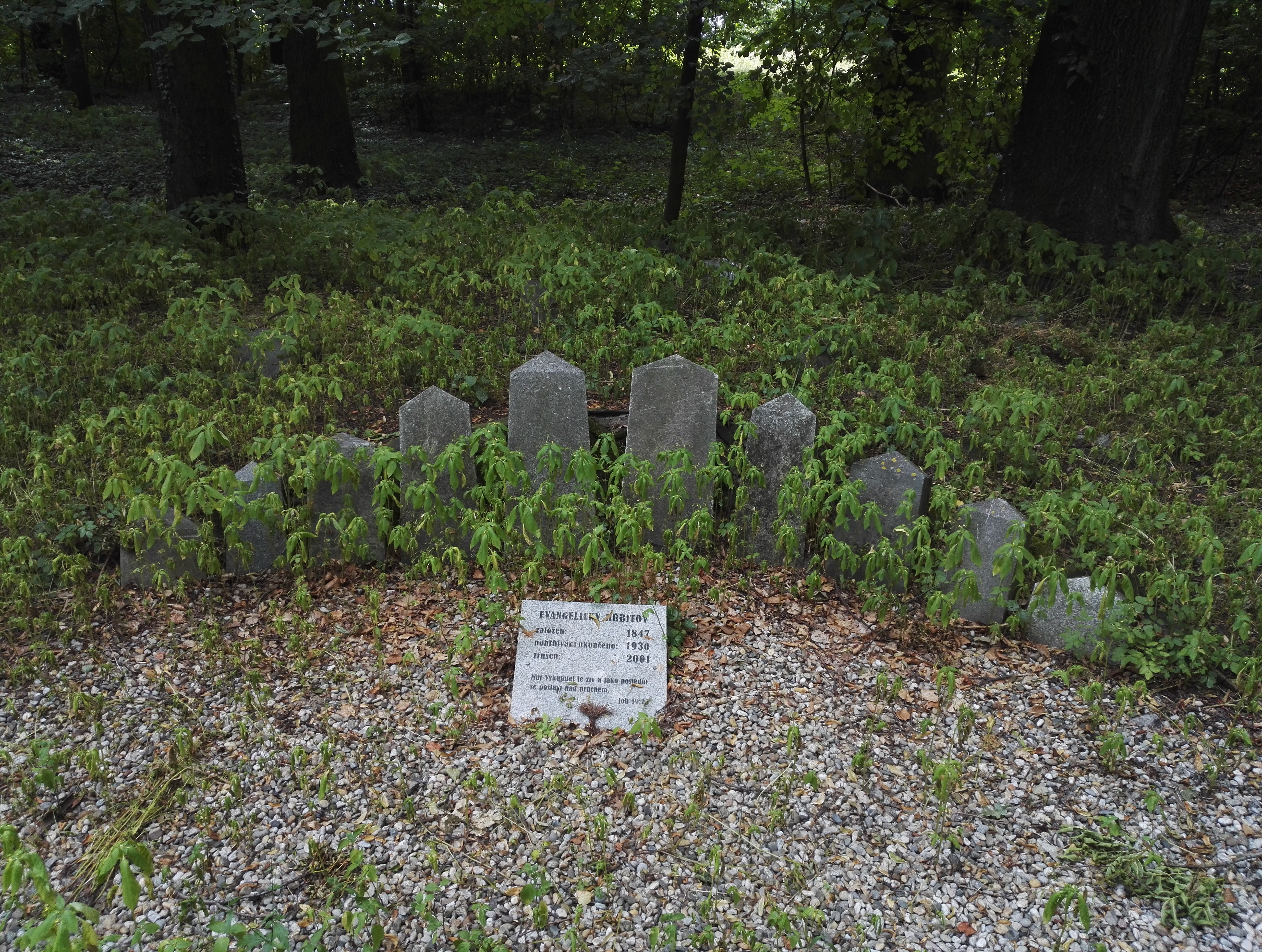
Památník zaniklého hřbitova (2017)

Evangelický hřbitov v Orlové se nacházel u evangelického kostela v Orlové v lokalitě Cingrův kopec u silnice z Orlové do Doubravy. V současné době je zrušen.

## Historie
Hřbitov byl založen na pozemku věnovaném baronem Mikulášem Mattencloitem. Posvěcen byl 19. prosince 1847. Roku 1858 na něm byla vztyčena zvonice. Roku 1870 byl rozšířen; v roce 1876 byl živý plot nahrazen dřevěným; roku 1886 byl hřbitov opatřen železnou bránou. Poslední pohřeb se na hřbitově uskutečnil v prosinci 1930, další pohřby nebyly kvůli zintenzivněné hornické činnosti umožněny. Evangelíci byli od roku 1931 pohřbíváni na komunálním hřbitově, kde jim byl vyhrazen samostatný oddíl, který byl posvěcen 1. února 1931. Vlivem poddolování docházelo k devastaci starého hřbitova, který byl roku 2001 vybagrován. Na jeho místě je lesopark, kde byl roku 2012 instalován památník zaniklého hřbitova.